# 暗花鱂
暗花鱂又名霧斑花鱂，為輻鰭魚綱鯉齒目鯉齒亞目花鳉科的其中一種，分布於中美洲千里達Oropuche河流域，體長可達1.5公分，屬雜食性，生活習性不明。

## 擴展閱讀
維基物種上的相關：暗花鱂